# 富蘭克林鎮區 (堪薩斯州內斯縣)
富蘭克林鎮區（英語：Franklin Township）為美國堪薩斯州內斯縣轄下的鎮區。2010年美国人口普查中該鎮區人口有112人。

## 地理
富蘭克林鎮區涵蓋總面積為371.91平方（143.60平方英里），其中371.83平方（143.56平方英里）為陸地，0.07平方（0.027平方英里）或0.02%為水域。海拔高度705（2,313英尺）。

## 人口統計
根據2010年美國人口普查，富蘭克林鎮區人口有112人，住房66戶，人口密度為0.3人/每平方公里。此鎮區居民之種族中，白人有105人，非裔美國人有0人，美洲原住民有0人，亞裔美國人有0人，太平洋島裔美國人有0人，其他種族有6人，混血種族則有1人。此外此鎮區有4人為西班牙裔或拉丁裔美國人。

## 交通

### 主要公路
- 283號美國國道